# Benediktinski samostan Lorsch
Samostan Lorsch (nemško: Reichsabtei Lorsch; latinsko: Laureshamense Monasterium, imenovana tudi Laurissa in Lauresham) je nekdanji cesarski benediktinski samostan v Lorschu, Nemčija, približno 10 km vzhodno od Wormsa, in je eden od najbolj znanih samostanov karolinškega kraljestva. 
Čeprav uničen, so njegovi ostanki predstavniki najpomembnejše predromansko-karolinške arhitekture v Nemčiji. Njegova kronika je vpisana v Lorscher Codex (Codex Laureshamensis), iz 1170-tih (sedaj v državnem arhivu v Würzburgu) je temeljni dokument zgodnje srednjeveške nemške zgodovine. Še en slavni dokument iz samostanske knjižnice je Lorscher Evangeliar (Codex Aureus Laureshamensis). Pomembni so še Lorscher Bienensegen (čebelji blagoslov), nekdanja knjižnica, Torhalle (vhodna dvorana) in  Königshalle (kraljeva dvorana).
Leta 1991 sta bila uničen samostan in Altenmünster  zapisana na Unescov seznam svetovne dediščine.
Lorscher Arzneibuch, zgodnje-srednjeveški rokopis iz časa Karla Velikega, napisan okoli 795, je najstarejša ohranjena knjiga samostanske medicine iz zahodnega zgodnjega srednjega veka (zdaj jo hranijo v Narodni knjižnici v Bambergu). Leta 2013 je bila razglašena kot UNESCO Memory of the World v Nemčiji.

## Zgodovinske oblike imena
Dokumentirane so naslednje oblike imen: v 9. stoletju Lorishaim, v 9. in 11. stoletju Loresham, v 9. ali 10. stoletju Laurishaim, v 10. stoletju Laresham, od 10. do 12. stoletja Lareshaeim in Lauresheim, v 11 . in 12. stoletju Lauresham, v 11. stoletju Larsem, Loraszam, Lorozam in Lorisham, v 12. stoletju Laurisca, Laurisham, Laureshan, Loressam, Lorisheym, Lorscheim in Lors.

## Zgodovina
Legenda o Nibelungih pravi, da je Ute podarila, po smrti svojega moža Dankrata, samostan Lorsch.

### Ustanovitev 764
Samostan sta, glede na ''Lorscher Codex, ustanovila plemeniti Robertians Cancor (grof v Alemanji od 758 do njegove smrti leta 771, grof v Rheingau) in njegova mati Williswinth, ob reki Weschnitz. Cerkev in prve samostanske stavbe so bile narejene iz lesa, na mestu današnjega Kreuzwiese, kjer so našli ostanke stare cerkve ( Altenmünsters). Ohranjeni zapisi kažejo, da je bila pred letom 764 tukaj cerkev, ki jo je zgradila omenjena plemiška družina in je bila posvečena sv. Petru. Ta cerkev je bila verjetno povečana zaradi družinske grobnice, ki je ležala v samostanu in jo je leta 764, škof Metz Chrodegang (sorodnik Williswinth in Cancorja) prenesel med osebno lastnino. Škof je imel tesne vezi z dinastijo Pipina Malega, bil je papeški legat in vodilna osebnost frankovske nove cerkvene organizacije.
Od leta 764 so bili tu menihi iz opatije Gorze, kamor jih je napotil Chrodegang (Sveti Chrodegang Metz, tudi Hruotgang (karolinško črkovanje) (* okoli 715 Hasbania (danes Haspengau v belgijski provinci Limburg), † 6. marec 766 v Metzu) je bil škof v Metzu in nadškof Avstrazije). Chrodegang je bil med ustanovitelji benidiktinskega samostana Gorze. Na prošnjo Chrodeganga papežu Pavlu I., so relikvije sv. Nazaria prispele v samostan 11. julija 765. Samostan je bil tako eden izmed prvih v frankovskem cesarstvu z rimskim svetnikom, kot papeževim darilom.
Samostan je bil ustanovljen in je ostal dostopen sosednjim škofom Wormsa in Mainza. Opatija je povečala donacije, število romarjev se je dramatično povečalo. To bi lahko bil eden od razlogov, da so leta 765 začeli graditi novo cerkev. To leto je bil opat Lorscha, Gundeland, brat Chrodeganga. Na hribčku nedaleč od stare lokacije Altenmünsters, kjer so še vedno vidni ostanki samostana, je bila zgrajena nova cerkev. Zemljišče je podaril opatiji Thurinkbert, brat grofa Cancorja. Ko je Chrodegang marca 766 umrl, je živelo v samostanu 16 menihov.

### Cesarski samostan po 771
Spremembi lastništva samostana v cesarsko-kraljevi samostan je botroval Cancorjev sin, Heimerich. Ko je Cancor leta 771 umrl, je Heimerich postavil zahtevek za lastništvo samostana. Opat Gundeland se je zatekel pred sodišče Karla Velikega. Tam je bil samostan dodeljen v last opatu. Da bi preprečili nadaljnje posege plemstva in sosednjih škofov nad samostan, ga je Gundeland prenesel na cesarja Karla in pod njegovo zaščito. Samostan je tako pridobil pravico izvoliti svoje opate in prejel imuniteto.
V cesarski organizaciji je samostan opravljal službo za kralja (servitium regis) in skrbel za razvoj kmetijske politike in nova poselitvena območja. V tem kontekstu je treba gledati darovanje Karla Velikega marke Heppenheim in naselja Oppenheim, odobreno v letu 773 in 774. Po tradiciji večne molitve (v prvih dneh samostana za družine lastnikov in premožnega plemstva), je Karel Veliki od menihov zahteval, da molijo za kraljevo družino in kraljestvo.
Leta 774 je bila nova cerkev končana. Opat Gundeland je povabil Karla Velikega za posvetitev, ker je bil ravno v Speyeru. Pravkar se je vrnil iz Italije, kjer so ga porazili Langobardi. Potoval je s škofom Lullusom (pozneje nadškofom) iz Mainza in drugimi škofi v Lorsch. Lullus je pred posvetitvijo prevzel in nesel relikvije sv. Nazarina v novo cerkev. Vsaj od leta 774, je bila opatija tudi prva stavba kraljeve palače, ki jo je Karl Veliki in kasneje Ludwig II. Nemški pogosto obiskal.
Druga pomembna naloga je prišla do samostana v času četrtega opata Richboda, ki je zgradil velik skriptorij (rokopisna delavnica). V istem stoletju je bil skriptorij povezan tudi s šolo. V visokem srednjem veku se je razvila znana samostanska knjižnica. Richbod je verjetno prišel v samostan leta 775 kot uradni pisar. Šolal se je na dvoru Karla Velikega v Alkuinu. Verjetno je, da je bil izvoljen za opata leta 784 zaradi bližine kraljevega dvora in med letoma 791 in 793 v personalno unijo kot nadškof Trierja. Kot tak je pripadal notranjemu krogu učenjakov (psevdonim: Macharius) na Kraljevem dvoru. Samostan je imel tako pomembno vlogo pri izdelavi knjig in s tem tudi pri reformi izobraževanja v frankovskem cesarstvu. Poleg tega naj bi Richbod zgradil ecclesia triplex, to je še eno majhno cerkev. Poleg tega je samostan ogradil s kamnitim zidom.
Med samostani v cesarstvu, ki so nosili breme kraljevih zahtev (dajatve ali zagotavljanje vojakov cesarski vojski), je bil Lorsch že od leta 817. To poudarja gospodarski pomen samostana frankovskega cesarstva.

### Čas delitve kraljestva od 840
Opat Adalung je vzdrževal tesne odnose z Karlom Velikim, ki ga je leta 808 imenoval tudi za opata Saint-Vaast v Arrasu, in s tem še povečati posest samostana. Adalung je podpisal, med drugim, testament Karla Velikega. Tudi njegov naslednik, cesar Ludvik Pobožni je imel Adalunga za bližnjega svetovalca. Tako je Adalung leta 823 potoval v Rim, da bi v imenu cesarja izvedel preiskavo proti papežu Pashalu I..
Tudi iz spopadov med cesarjem in njegovimi sinovi je izšel samostan močnejši. Samostan je leta 832 zasedel Ludvik Nemški, verjetno zato, da bi preprečil oddtujitev.
Adalung je bil leta 833 navzoč v Lügenfeldu pri Colmarju in je dostavil v imenu Ludvika Pobožnega darila papežu Gregorju IV., ko je prišel na pobudo Lotarja I. V letu 834 je Ludvik Nemški potreboval podporo opatije proti bratu Lotarju I. in opatijo podaril. V tem času je imel samostan 60 menihov. Einhard (frankovski učenjak, strokovnjaka za umetnost in avtor, izstopajoča osebnost karolinške renesanse) je opatijo podaril v Michelstadt.
Samuel je leta 834, po smrti Adalunga, postal opat v Lorschu. Uspešno je vodil samostan v času konflikta med sinovi Ludvika Pobožnega. Tudi skozi priprošnjo, je leta 841 škof Wormsa, Samuela pustil za opata v Lorsch. Po smrti Ludvika Pobožnega, ga je podprl Lotar I. Karolinški, tako kot so to storili tudi opat Fulde, Raban Mavr, mainški nadškof Otgar in škof Badurat iz Paderborna. Šele po sklenitvi Verdunske pogodbe (843), je prišlo do dogovora med cerkvenimi knezi in Ludvikom Nemškim. To se vidi v listini Ludvika iz leta 847. V njej je kralj omogočil, da se z delitvijo kraljevine, posesti opatije razdelijo in znova izmenjajo. Poleg tega je bil leta 852 potrjen status cesarski opatije.
Od 876 je vzhodna samostanska cerkev, Ecclesia varia, služila kot grobnica Karolingov, vključno s tem, da je bil tam pokopan Ludvik Nemški.
Leta 870 ustanovi opat Dietrich iz Lorscha na Sveti gori pri Heidelbergu, samostan Michael kot podružnico, sledil je v 11. stoletju bližnji podružnični samostana Stephan in v 12. stoletju ustanovitev samostana Neuburg v Lorschu.
Lorsch je bil podpornik samostanske reforme Gorze.

### Vrhunec posvetne oblasti v srednjem veku
Z donacijami plemstva, se je samostan Lorsch z zemljišči do konca 11. stoletja zelo razširil. Donacije so prišle večinoma iz krajev: Wormsgau, Lobdengau in Oberrheingau. Ostale donacije so prišle iz krajev: Kraichgau, Speyergau in v manjši meri iz Lahngau, Wetterau (Wettereiba), Niddagau, Maingau, Anglachgau (jugovzhodno od Speyerja), Ufgaua (jugovzhodno od Speyerja), Wingertland (Wingarteiba v vzhodnem Odenwaldu), Elsenzgau in Breisgau. Posesti samostana so tako obsegale velik del doline Rena med Hattemom (najsevernejša posest) in Churom. Opat Udalrich (deloval med 1056-1075) je združeval verjetno največjo moč opatov Lorscha v tistem času in nastopal na Reichtagu v Treburju leta 1066 s 1200 privrženci.
Lorsch codex je nastal v poznem 12. stoletju kot popis pridobljene samostanske lastnine od ustanovitve. Sega od pridobitve v 8. stoletju, z donacijami se pogosto pojavijo tudi prve omembe številnih krajev.

### Prehod pod nadškofijo v Mainzu leta 1232
Leta 1232 je Lorsch prešel pod nadškofijo v Mainzu in njegov škof Siegfried III. Eppstein je začel reformo; benediktinci, ki so nasprotovali reformi, so morali samostan zapustiti, zamenjali so jih cistercijanski menihi iz opatije Eberbach.  Vendar pa to ni veljalo prav dolgo in leta 1248 so bili nadomeščeni s Premonstratenci; od takrat je imel samostan status proštije.
Samostan je imel eno največjih knjižnic v srednjem veku, ki je bila kasneje vključena v Bibliotheca Palatina v Heidelbergu.
Zgodnji škofijski zgodovinar iz Mainza, vikar Georg Helwich (1588-1632), je od leta 1631 objavljal pod naslovom "Antiquitates Laurishaimenses", kroniko samostana Lorsch. 

### Prehod pod Kurpfalz 1461 in razpustitev samostana
Leta 1461 je volilni knez z Mainza obljubil svojo lastnino nad Bergstrasse in s tem je Lorsch prišel na Pfalško (tudi Palatinat), leta 1556 je nastopila reformacija, leta 1564 je bil samostan ukinjen. Ko so se Španci leta 1621 umaknili iz Bergstrasse, so Lorsch požgali. V obdobju tridesetletne vojne je leta 1623 samostan spet prišel pod katoliškega volilnega kneza iz Mainza in nato služil več desetletij kot »kamnolom«. Samo vhodna lopa (imenovana tudi "Kraljeva dvorana") samostana je ostala nedotaknjena. To je sedaj ena izmed najstarejših v celoti ohranjenih kamnitih zgradb v Nemčiji iz post-rimskega obdobja in danes daje vtis karolinške arhitekture.

## Dekanije
- samostan Altenmuenster (Proštija od leta 1071)
- bazilika Steinbach (Proštija od leta 1073)
- samostan svetega Mihaela na Sveti gori pri Heidelbergu
- samostan svetega Štefana na Sveti gori pri Heidelbergu
- samostan Neuburg

## Zatočišče
Zavetišče za samostan in njegove člane je bil močan grad na robu doline Rena na Bergstrasse, približno 7 km stran.

## Filatelistika
V dveh serijah znamk »nemških stavb iz dvanajstega stoletja«, iz let 1965 in 1967, je predstavljala Torhalle iz Lorscha vrednost 20 pfennigov. Ta vrednost je sovpadala z nekdanjo poštnino za standardno pismo. V tistem času je bila najbolj znana znamka z najvišjo naklado.
Ob 1250-letnici samostana in v počastitev vstopa na seznam svetovne dediščine Unesca, je Deutsche Post AG izdala poštno znamko z datumom 2. januar 2014 v vrednosti 60 centov. Oblikoval jo je Harry Scheuner iz Chemnitza.

## Opati
V 468 letih svojega obstoja, je imel samostan 47 opatov. (Vir: Germania Benedictina )